# Torre del Conde

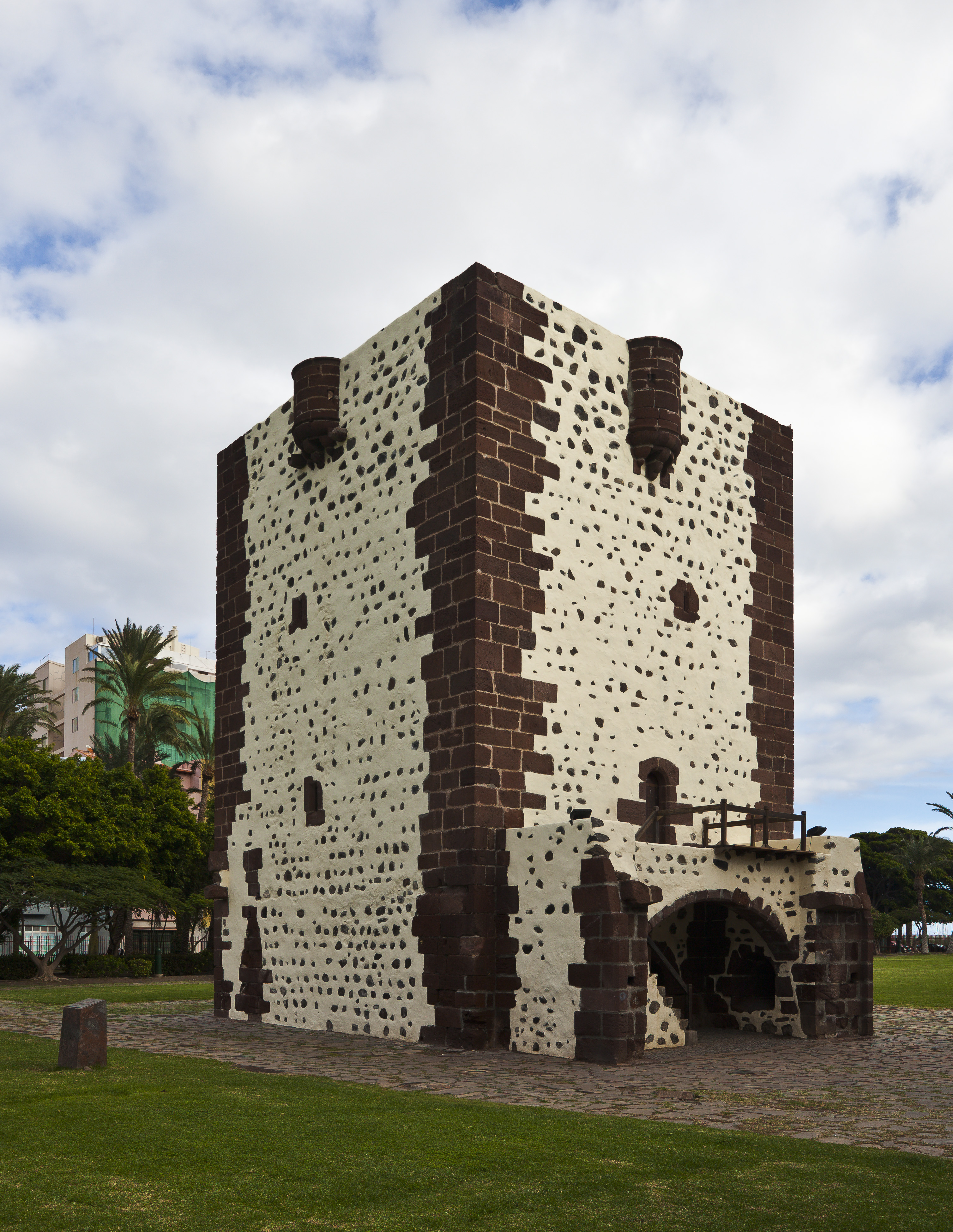
Torre del Conde 2012 (Vorderseite)

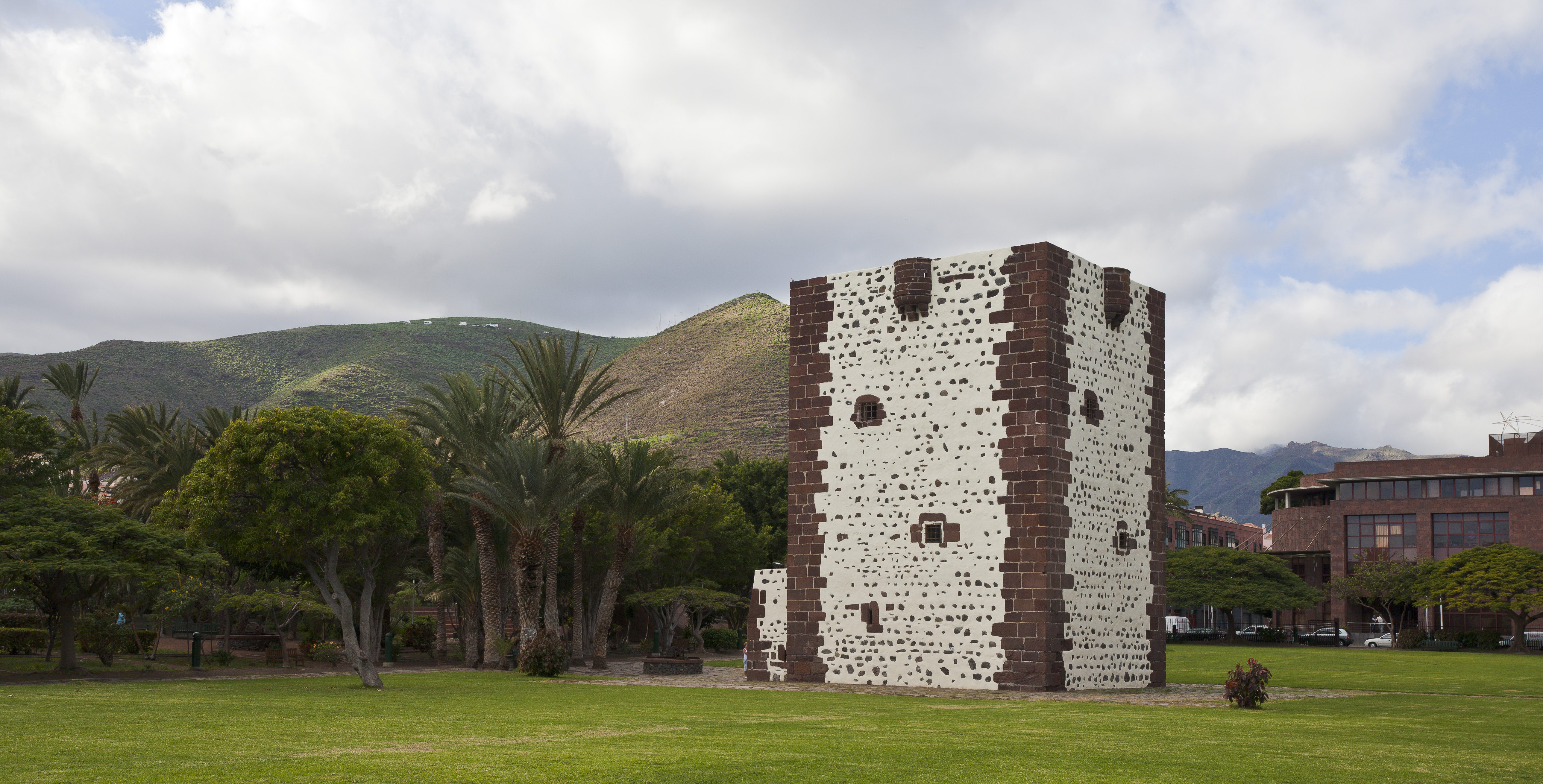
Torre del Conde 2012 (Rückseite)

Der Torre del Conde (auch: Torre de Los Peraza) ist ein unter Denkmalschutz stehender Wehrturm des späten Mittelalters in San Sebastián, der Hauptstadt der kanarischen Insel La Gomera, der Mitte des 15. Jahrhunderts im Zuge der Eroberung der Kanaren durch das Königreich Kastilien errichtet wurde.

## Lage
Der Turm erhebt sich inmitten des nach ihm benannten Parks im südlichen Teil von San Sebastián, unweit des Hafens, im Südosten der Insel.

## Geschichte
Ab 1440 wurde La Gomera von Truppen des kastilischen Hidalgos Hernán Peraza dem Älteren besetzt. Den Turm (spanisch torre) ließ er zwischen 1447 und 1450 errichten. Zu Beginn des letztlich gescheiterten Aufstand der Gomeros 1488 wurde Perazas Enkel, Graf (spanisch conde) Hernán Peraza der Jüngere, zwar getötet, doch das Gebäude diente dessen Frau, Beatriz de Bobadilla, und ihren beiden Kindern als Rückzugsort, bis Pedro de Vera mit seinen Truppen aus Gran Canaria eintraf.
Von französischen Hugenotten im Jahre 1571 schwer beschädigt, wurde der Turm unter der Leitung des Militäringenieurs Jacome Pelearo Fratín 1578 wieder instand gesetzt und um einen kleinen kubischen Anbau zum Aufstellen von Artilleriegeschützen erweitert. Die Kosten in Höhe von 3000 Dukatan trugen zu gleichen Teilen der amtierende Graf und die Krone unter König Philipp II. Einige Jahre später entsandte der König den italienischen Festungsbaumeister Leonardo Torriani zur Analyse der Verteidigungsmöglichkeiten nach La Gomera. Torriani erachtete den Torre del Conde in seiner gegebenen Form als nutzlos und schlug vor, ihn durch eine Bastion zu verstärken. Vor allem aus Kostengründen entschied man sich vorerst dagegen und befestigte stattdessen den Berghang von Buen Paso, wodurch auch die Sicherheit des Hafens besser gewährleistet war.
Als 1634 der neu berufene Generalkommandant der Kanaren, Íñigo de Brizuela y Urbina, die militärischen Anlagen des Archipels inspizierte, fand er sie, vor allem auf Fuerteventura und La Gomera, in einem beklagenswerten Zustand vor. Er ließ den Torre del Conde, wie schon von Torriani vorgeschlagen, von einer rautenförmigen Bastion umgeben, die jedoch nicht mehr erhalten ist.
Durch einen Angriff des britischen Kapitäns Charles Windham 1743 schwer beschädigt, wurde der Turm 1776 wieder instand gesetzt.
Im 19. Jahrhundert erfolgen einige Umbauten im Auftrag des Hauptmanns der Provinzmilizen, Ramón de Echevarría, ohne jedoch das äußere Erscheinungsbild wesentlich zu verändern. In der zweiten Hälfte des 19. Jahrhunderts wurde der Turm zeitweise an Privatpersonen vermietet. In den beiden Weltkriegen diente er als Kaserne und beherbergte in der Zwischenkriegszeit einen Betrieb zur Fischverarbeitung. In der Mitte des 20. Jahrhunderts wurde er aufgrund seiner historischen Bedeutung dem Cabildo zugesprochen, das ihn 1960 originalgetreu restaurieren ließ.
1990 wurde der Turm als Monumento Histórico Artístico (‚historisches Kunstdenkmal‘) und 1993 als Bien de Interés Cultural (‚Kulturgut von besonderem Wert‘) unter Denkmalschutz gestellt. Er kann von innen und außen besichtigt werden und wird unter anderem für Ausstellungen genutzt.

## Architektur
Der dreigeschossige Turm ist etwa 15 Meter hoch, hat einen annähernd quadratischen Grundriss, einen Umfang von 40 Metern und eine Mauerstärke von zwei Metern. Über einen niedrigeren Vorbau an der Südwestseite führt eine Treppe zur Tür im ersten Obergeschoss. Die Fassade ist weiß gekalkt, mit deutlich sichtbaren roten Eckquadern. In gotischem Stil gehalten, stimmt die Bauweise in vielen Aspekten mit militärischen Bauten dieser Epoche im Norden der Iberischen Halbinsel überein, wie zum Beispiel dem Torre del Merino in Santillana del Mar (Kantabrien).
Im Inneren sind die einzelnen Etagen durch eine an der Wand befestigte Treppe miteinander verbunden.
Die baulichen Merkmale weisen darauf hin, dass der Torre del Conde eher zum Schutz vor den Ureinwohnern konzipiert war als zur Verteidigung gegen Einfälle von außen. So erwies er sich für die einfach bewaffneten Gomeros bei ihrem Aufstand 1488 als uneinnehmbar, dem Hugenotteneinfall etwa ein Jahrhundert später hatte er jedoch nichts entgegenzusetzen. Die in der älteren Literatur geäußerte Annahme, dass er ursprünglich von Palisaden oder anderen Befestigungsanlagen umgeben war, konnte durch entsprechende Sondierungen nicht bestätigt werden.